# Saphesia flaccida
Saphesia flaccida är en isörtsväxtart som först beskrevs av L. Bol., och fick sitt nu gällande namn av Nicholas Edward Brown. Saphesia flaccida ingår i släktet Saphesia och familjen isörtsväxter. Inga underarter finns listade i Catalogue of Life.